# Алексеевская ТЭЦ-3
Алексеевская ТЭЦ-3 — предприятие энергетики, действовавшее в Чамзинском районе Республики Мордовия. Основной функцией ТЭЦ являлось производство и распределение электрической и тепловой энергии. 1 июля 2009 года из-за недостатка тепловых нагрузок ТЭЦ выведена из эксплуатации.
ТЭЦ входила в состав Мордовского филиала ОАО «ТГК-6»

## Описание
Алексеевская ТЭЦ введена в эксплуатацию 20 сентября 1955 года и предназначалась для покрытия производственных нужд Алексеевского цементного завода и строящегося шиферного завода.
Первый установленный агрегат ТЭЦ — турбина Р-3-35/6. На момент вывода из эксплуатации установленная электрическая мощность станции составляла 9 МВт, установленная тепловая мощность — 73 Гкал/ч. Основным топливом для ТЭЦ являлся кузнецкий уголь, в 1963 году ТЭЦ переведена на природный газ. Станция являлась единственным источником пара и горячей воды для предприятий, расположенных в посёлке Комсомольский Чамзинского района (крупнейшее — ОАО «Мордовцемент»).
Состав установленного основного оборудования:
- Турбины:
  - Р-3-35/6 (3 МВт),
  - Р-6-35/5 (6 МВт)
- Котлы:
  - 3 котла ТП-35 паропроизводительностью 40 т/ч,
  - ГМ-50-1 паропроизводительностью 50 т/ч.

В отчете 2006 г. об оценке 100 % акций ОАО «Мордовская генерирующая компания», в состав которой на тот момент входила Алексеевская ТЭЦ-3, отмечались низкие технико-экономическими показатели станции (особенно в части производства электрической энергии) и давались рекомендации продать ТЭЦ промышленным потребителям либо перевести ТЭЦ в режим работы котельной.
1 июля 2009 года в связи с переходом крупнейшего потребителя пара ОАО «Мордовцемент» на собственные источники теплоснабжения ТЭЦ была законсервирована. Новая парогазовая электростанция ОАО «Мордовцемент» на базе газовых турбин General Electric была введена в эксплуатацию 2010 году. 